# Pozdrav z fronty
Pozdrav z fronty je třetí sólové album českého hudebníka Daniela Landy. Album bylo vydáno v roce 1997 vydavatelstvím EMI. Prodalo se přes 77 000 nosičů (k roku 2000). Za toto album získal Zlatou a Platinovou desku.

## Seznam skladeb
1. Pozdrav z fronty (3:33)
2. Andělé (3:19)
3. Muži s padáky (a dětským sborem) (3:19)
4. Jezdci v oblacích (3:03)
5. 1938 (3:03)
6. O marnosti (3:59)
7. Čerti (3:11)
8. Moravské pole (3:37)
9. Milostná (4:20)
10. Militia Christi (3:40)
11. Gang (3:29)

K těmto skladbám byly natočeny i videoklipy: Pozdrav z fronty, 1938